# 科比利亞基 (茲韋尼戈羅德卡區)
49°5′44″N 30°40′41″E / 49.09556°N 30.67806°E
科比利亞基（烏克蘭語：Кобиляки）是位於烏克蘭中部的村莊，由切爾卡瑟州裡茲韋尼霍羅德卡區的沃季亞尼基市鎮負責管轄。該村面積2.16平方公里，海拔高度230米，2001年人口600。